# Paul Watzlawick
Paul Watzlawick (ur. 25 lipca 1921 w Villach, zm. 31 marca 2007 w Palo Alto) – austriacko-amerykański psycholog rodzin, teoretyk komunikacji i filozof. Podczas pracy terapeutycznej utworzył własną teorię komunikacji. Autor ponad 150 artykułów i 22 książek, przetłumaczonych na ponad 80 języków.

## Życiorys
Urodził się w 1921 roku w Villach w Austrii jako syn dyrektora banku. W roku 1939 ukończył szkołę średnią w rodzinnym mieście, a w 1949 roku – neofilologię na weneckim Uniwersytecie Ca' Foscari, uzyskując tytuł doktora. Rok później uczęszczał do Instytutu C.G. Junga w Zurychu, gdzie w roku 1954 uzyskał dyplom psychoterapeuty.
W latach 1957–1960 wykładał psychiatrię i psychoterapię na University of El Salvador i Temple University w Filadelfii. W 1960 roku Watzlawick poznał Dona Jackona, założyciela Mental Research Institute (MRI) w Palo Alto, Kalifornia. Od tego czasu, przez 46 lat, Watzlawick pracował w MRI.
Zmarł w 2007 roku w Palo Alto.

## Teoria komunikacji Paula Watzlawicka
Na podstawie pracy z osobami ze schizofrenią skonstruował teorię komunikacji, którą oparł na pięciu aksjomatach:
- Człowiek nie może się nie komunikować, warunkiem jest tu jednak konieczność jego fizycznej obecności;
- Komunikat zawiera w sobie dwa aspekty: treść i relację[7];
- Człowiek komunikuje się werbalnie i niewerbalnie;
- Istotą relacji jest subiektywnie widziana przyczynowość. W interakcji nie ma obiektywnego początku, ani przyczyny. Komunikacja nie jest więc aktem jednostronnym, lecz cyklicznym[7];
- Relacje interpersonalne mogą mieć charakter symetryczny lub komplementarny.

## Wybrane publikacje

### w języku polskim
- „Jak być nieszczęśliwym”, 1993

### w języku angielskim
- An Anthology of Human Communication, 1964
- Pragmatics of Human Communication, 1967
- Change: Principles of Problem Formation and Problem Resolution (z Johnem Weakland i Richardem Fisch), 1974
- How Real Is Real?, 1976
- The Language of Change, 1977
- The Situation Is Hopeless, But Not Serious: The Pursuit of Unhappiness, 1983
- The Invented Reality: How Do We Know What We Believe We Know? (Contributions to Constructivism), 1984
- Ultra-Solutions, or, How to Fail Most Successfully, 1988
- The Interactional View: studies at the Mental Research Institute, Palo Alto, 1965-1974, 1977
- Munchausen's Pigtail and other Essays,1990

### w języku niemieckim
- Menschliche Kommunikation – Formen, Störungen, Paradoxien. (z Janet H. Beavin, Donem D. Jacksonem) 1969
- Lösungen – Zur Theorie und Praxis menschlichen Wandels. (z Johnem H. Weakland, Richardem Fisch), 1974
- Wie wirklich ist die Wirklichkeit – Wahn, Täuschung, Verstehen. 1976
- Die Möglichkeit des Andersseins – Zur Technik der therapeutischen Kommunikation. 1977
- Gebrauchsanweisung für Amerika – Ein respektloses Reisebrevier. 1978
- Die erfundene Wirklichkeit – Wie wissen wir, was wir zu wissen glauben? 1981
- Anleitung zum Unglücklichsein.1983
- Vom Schlechten des Guten oder Hekates Lösungen. 1986
- Die Unsicherheit unserer Wirklichkeit – Ein Gespräch über den Konstruktivismus.(z Franz Kreuzer)
- Münchhausens Zopf oder Psychotherapie und „Wirklichkeit“.1988
- Vom Unsinn des Sinns oder vom Sinn des Unsinns. 1992
- Wenn du mich wirklich liebtest, würdest du gern Knoblauch essen – Über das Glück und die Konstruktion der Wirklichkeit. 2006
- Man kann nicht nicht kommunizieren. 2011